# Tomoaki Takata
Tomoaki Takata (japonsky: 高田 知尭; * 20. února 1995 Tottori) je japonský reprezentant ve sportovním lezení, juniorský vicemistr Asie a finalista mistrovství světa ve sportovním lezení 2018 v lezení na obtížnost.

## Výkony a ocenění
- 2013: juniorský vicemistr Asie
- 2018: finalista mistrovství světa, bronz z mistrovství Asie

### Závodní výsledky
| Mistrovství světa | Mistrovství světa |
| Rok               | 2018              |
| ----------------- | ----------------- |
| Obtížnost         | 6-7               |
| Rychlost          | 89                |
| Bouldering        | 23                |
| Kombinace         |                   |

| Světový pohár | Světový pohár | Světový pohár | Světový pohár           | Světový pohár       | Světový pohár      |
| Rok           | 2013          | 2014          | 2015                    | 2016                | 2018               |
| ------------- | ------------- | ------------- | ----------------------- | ------------------- | ------------------ |
| Obtížnost     | —             | —             | x                       | —                   | —                  |
| jednotlivě*   | —             | —             | ,19,27,28, 26,20,29,27, | —                   | —                  |
|               |               |               |                         |                     |                    |
| Bouldering    | x             | x             | —                       | x                   | 8                  |
| jednotlivě*   | ,19,          | ,23,12,       | —                       | ,49,27,8, 25,17,21, | 17,6,11, 10,25,9,5 |

* poznámka: nalevo jsou poslední závody v roce
| Mistrovství Asie | Mistrovství Asie | Mistrovství Asie | Mistrovství Asie |
| Rok              | 2015             | 2016             | 2018             |
| ---------------- | ---------------- | ---------------- | ---------------- |
| Obtížnost        | 8                | —                | 3                |
| Rychlost         | —                | —                | 40               |
| Bouldering       | —                | 4                | 11               |
| Kombinace        | —                | —                |                  |

| Mistrovství světa juniorů | Mistrovství světa juniorů |
| Rok                       | 2013 junioři              |
| ------------------------- | ------------------------- |
| Obtížnost                 | 12                        |

| Mistrovství Asie juniorů | Mistrovství Asie juniorů |
| Rok                      | 2013 junioři             |
| ------------------------ | ------------------------ |
| Obtížnost                | 2                        |